# Fabrizio De André (SuperStar)
Fabrizio de André (1982) è uno degli album antologici che riguardano il periodo Karim di Fabrizio De André.
Si tratta di un album facente parte di una serie, intitolata SuperStar, realizzata dalla Armando Curcio Editore e venduta nelle edicole, con l'autorizzazione delle case discografiche relative (in questo caso della Phonogram, che aveva rilevato le registrazioni Karim tramite la Roman Record Company).

## Tracce
1. La canzone di Marinella (F. De André) - 3'11
2. Valzer per un amore (Valzer campestre) (F. De André / G. Marinuzzi) - 3'40
3. La guerra di Piero (F. De André) - 3'25
4. Delitto di paese (F. De André / G. Brassens) - 3'15
5. Per i tuoi larghi occhi (F. De André) - 2'33
6. Carlo Martello ritorna dalla battaglia di Poitiers (F. De André - P. Villaggio - F. De André) - 5'19
7. La città vecchia (F. De André) - 3'21
8. La canzone dell'amore perduto (F. De André) - 3'40
9. Il fannullone (F. De André - P. Villaggio - F. De André) - 3'37